# Grb Šibensko-kninske županije
Grb Šibensko-kninske županije je grb s crvenom bojom štita (boja šibensko-drniške kape) na kojem se nalazi srebrni mač sa zlatnom drškom okrenut prema gore, preko kojeg je uzdignuta stilizirana zlatna kruna hrvatskih vladara. Kruna je uzeta kao simbol jer je kninsko područje u povijesti bila jezgra hrvatske državnosti, dok je uzdignuti mač simbol odlučnosti na obranu. 